# Weinfelden
Weinfelden est une commune suisse du canton de Thurgovie et le chef-lieu du district de Weinfelden.

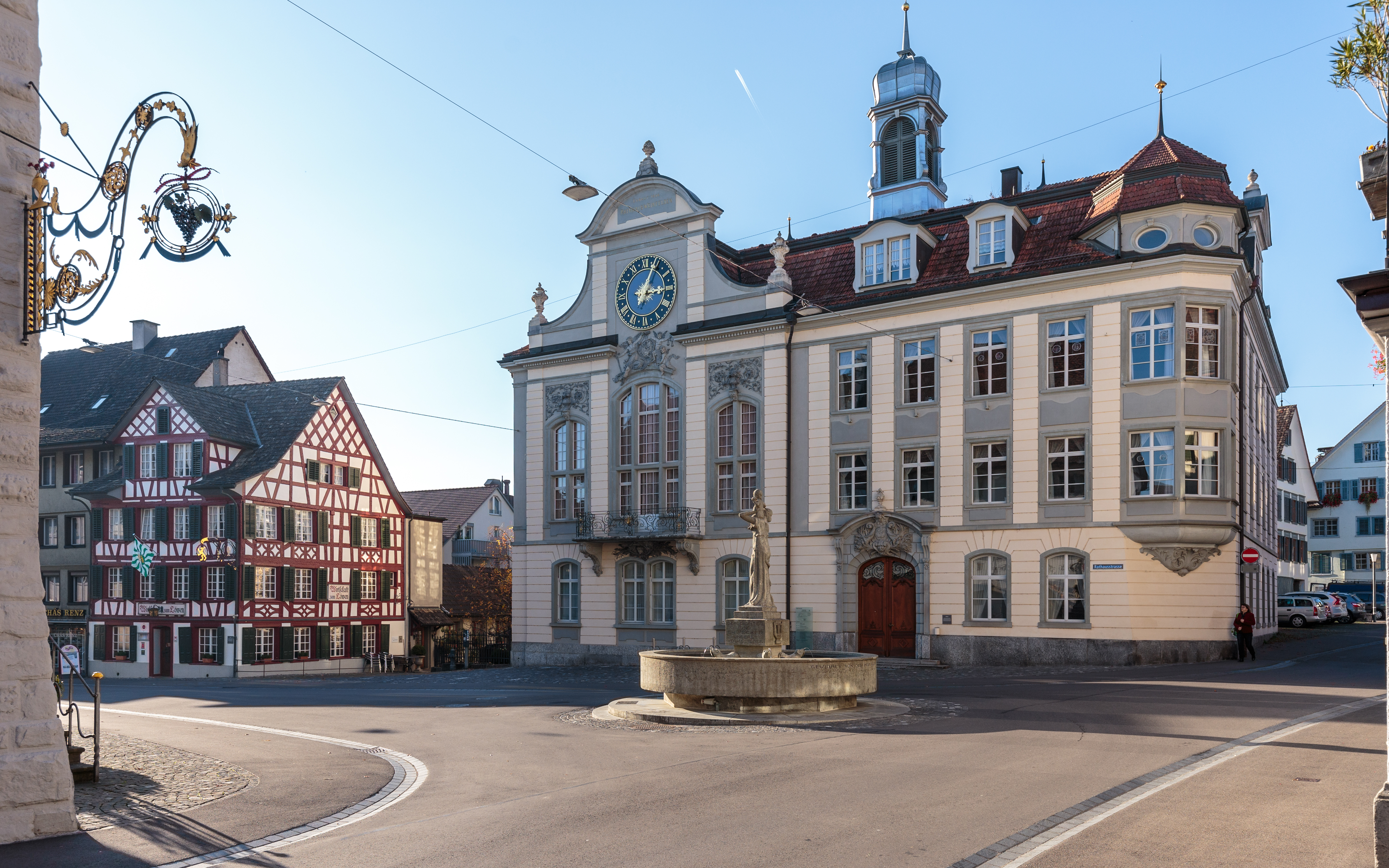
Hôtel de ville.

## Géographie
Weinfelden est un bourg cossu situé au pied de l'Ottenberg, dont les pentes sont couvertes de vignobles. La ville n'est pas le chef-lieu, mais le centre du canton de Thurgovie. Plusieurs institutions cantonales y ont leur siège, comme la Banque cantonale et le Tribunal administratif.
Durant le semestre d’hiver, le parlement cantonal (Grand Conseil) siège à Weinfelden.

## Histoire

Photo aérienne prise à 600 m par Walter Mittelholzer (1919).

Dès l’an 124, une preuve archéologique atteste de l’existence d’un pont romain de cinq mètres de large sur la Thur, à Weinfelden. Cela suggère qu’un lieu de commerce existait déjà à cette époque au pied de l’Ottenberg.
Le nom de Weinfelden apparaît pour la première fois en 838 dans un acte de donation à l’abbaye de Saint-Gall. À cette époque, le nom était « Quivelda » (signifiant « champ de Wini »).
Le château de Weinfelden figure dans un document datant de 1180.
La ville joua un rôle important lors de la libération de la Thurgovie en 1798 et lors du mouvement pour la Constitution de 1830-31.

## Économie
- Model, emballages Site de l’entreprise
- Ernst Egolf, travaux publics[5]

## Transports
- Ligne ferroviaire CFF Zurich-Constance.
- Autoroute A7 Winterthour-Kreuzlingen, sortie no 5.

## Sports
Le HC Thurgovie joue dans le Championnat suisse de LNB.

## Médias
- Thurgauer Tagblatt (de) Site du journal

## Culture et patrimoine

### Héraldique
| Blason | Blasonnement : D'argent au sarment de sinople feuillé du même, fruité d'azur se roulant autour d'un échalas de gueules. |

### Monuments et curiosités
- Église réformée.
- Auberge zum Trauben.
- Maison Haffter.
- Scherbenhof.
- Château sur l'Ottenberg.

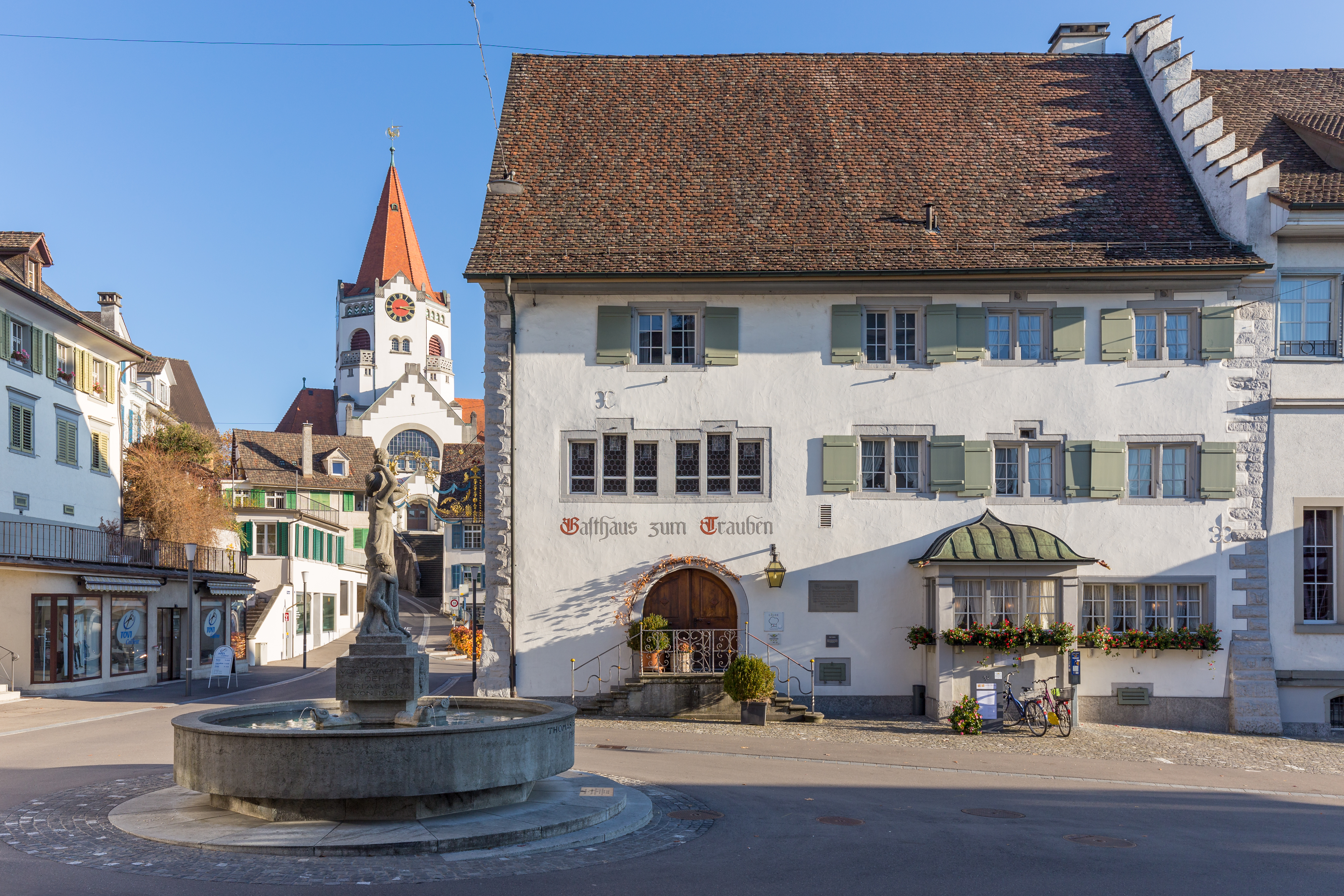
Auberge « Zum Trauben » et église réformée.

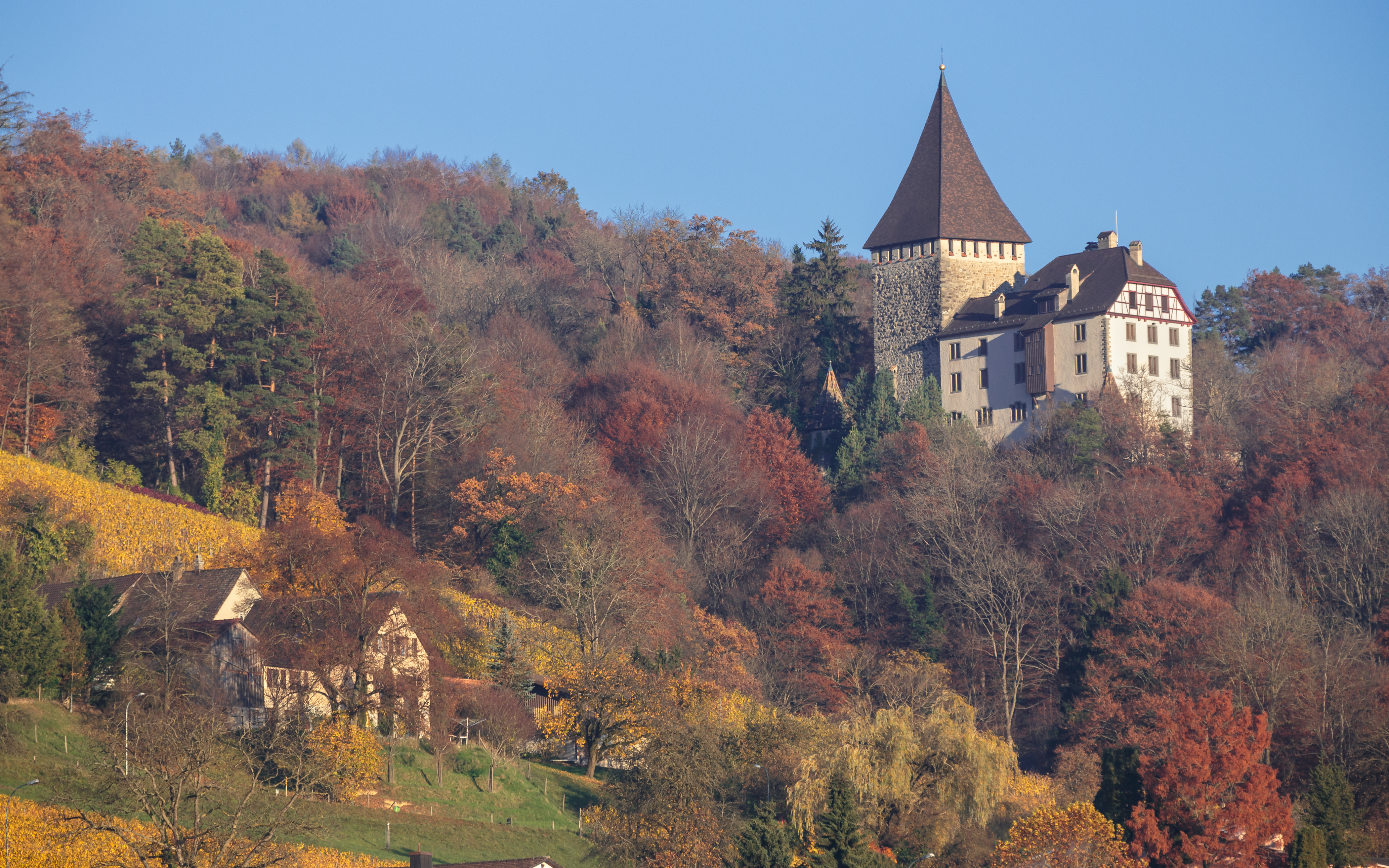
Château Weinfelden.

- Maison de campagne Bachtobel sur l'Ottenberg.

### Personnalités
- Heinz Rutishauser, mathématicien.
- Maria Stader, soprano.
- Peter Stamm, écrivain.
- Jean Ulrich Guttinguer.